# Víctor Grífols
Víctor Grífols i Lucas (Barcelona, 1919 - 1 de junio de 2015) fue un químico y farmacéutico español. Empresario de éxito, fue socio fundador y director técnico de Laboratorios Grífols desde 1941 hasta 1976, responsabilidad que compaginó con el cargo de consejero delegado de la compañía a partir de 1976 y hasta 1985.

## Biografía
Licenciado en Ciencias Químicas y Farmacia por la Universidad de Barcelona, en 1941 se puso al frente de la dirección técnica de la empresa familiar Grifols, fundada en 1940 por su padre, José Antonio Grífols Roig. Víctor Grífols Lucas se casó con Nuria Roura Carreras (fallecida en 2024) en 1947. Del matrimonio nacieron cinco hijos: Víctor, Núria, Raimon, Albert y Enric.

## Trayectoria
La firma que hoy conocemos como Grupo Grífols nació de la mano de José Antonio Grífols Roig y de sus hijos, Víctor, Josefa y José Antonio, muerto de leucemia en 1958. La compañía, fundada en la ciudad condal en 1940, pronto se consolidó, fundamentalmente debido a la obtención de la primera penicilina española. En 1945, creó el primer banco de sangre privado del país. Su actividad le llevó a la fabricación de las primeras soluciones parenterales españolas, es decir, las soluciones administradas mediante inyección.
Grífols Lucas llevó las riendas del Grupo Grífols hasta el año 1987. En el área de la hematología promovió la invención y patente de varios aparatos y procedimientos. Desde 1987 hasta el 2001 presidió el holding Grífols, y la Fundación Víctor Grífols i Lucas, creada en 1998 para promover la Bioética.

## Reconocimientos
Por su actitud emprendedora, recibió en 1995 el premio a la internacionalización de la Economía Catalana, otorgado por la Generalidad de Cataluña. En 2000 recibió la Cruz de Sant Jordi y el 2009 con la medalla de oro al Mérito al Trabajo, que otorga el Ministerio de Trabajo español.